# Visburgier

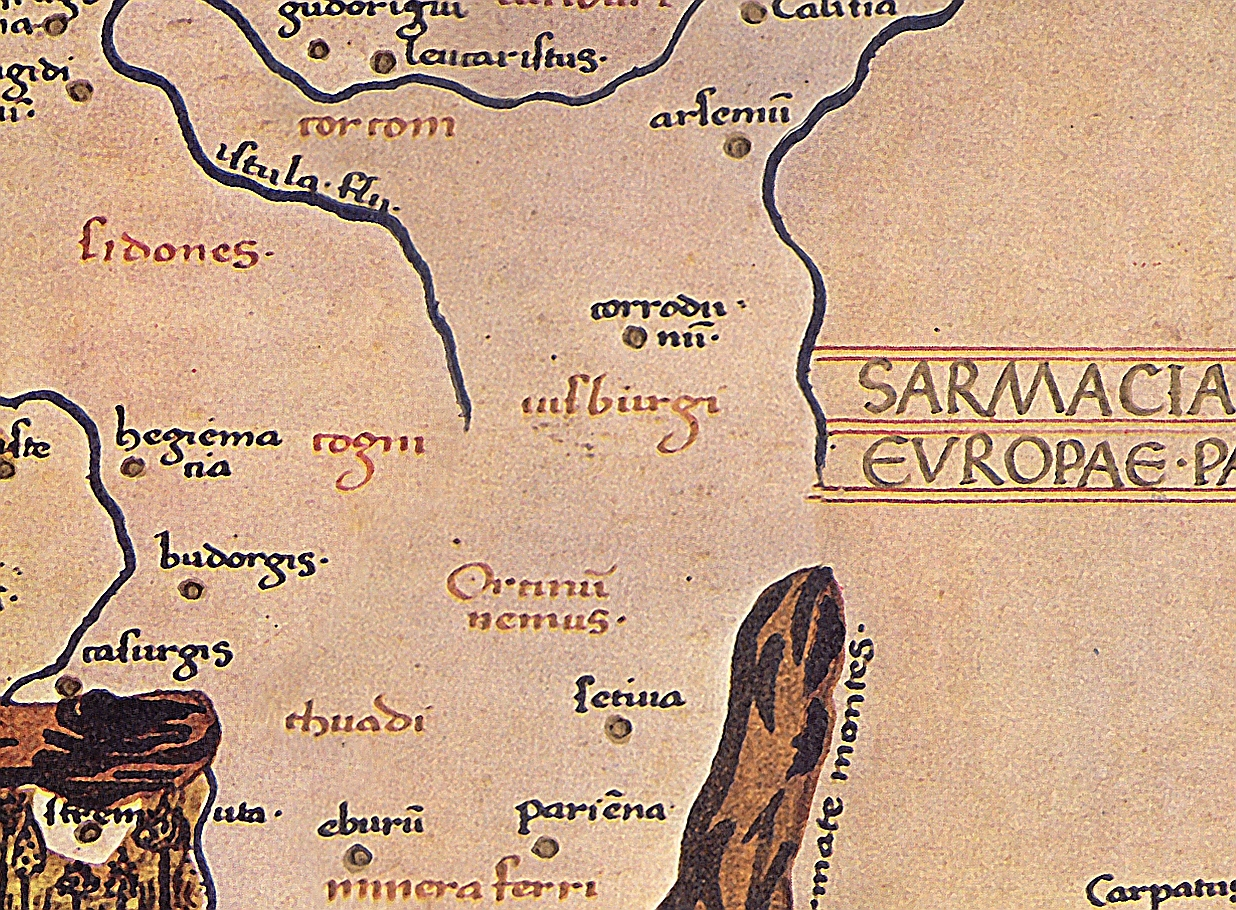
Gebiet der Visburgier nach Ptolemaios

Die Visburgier (in Latein Visburgii genannte Ouisbourgioi, altgriechisch Οὐισβούργιοι) waren ein germanischer Volksstamm, der nur von Ptolemaios in seiner Geographike im elften Kapitel des zweiten Buches zur Germania magna überliefert ist. Die Visburgier, den Quaden benachbart, saßen nach Ptolemaios  im Südosten der Germania magna über den Quellen der Weichsel in dem Gebiet, das Tacitus in seiner Germania den Gothini zuschrieb.

## Weblink
- Visburgii. In: William Smith (Hrsg.): Dictionary of Greek and Roman Geography. 1854.